# Paavo Lötjönen
Paavo Lötjönen és un violoncel·lista i membre de la banda Finlandesa Apocalyptica. Va néixer el 29 de juliol de 1968 a Kuopio (Finlàndia).
Estudi en la prestigiosa acadèmia de música clàssica Sibelius, on va conèixer Eicca Toppinen, Antero Manninen, Max Lilja i Perttu Kivilaakso. Després de graduar-se, va formar Apocalyptica al costat d'Eicca, Antero i Max.
Paavo està casat i té dos fills, Okko (2003) i un altre nascut en el 2006. També és mestre de violoncel i instructor d'esquí a Ylläs Lappland.